# Ottilie Bondy
Ottilie Bondy, geborene Jeitteles (* 26. Juli 1832 in Brünn; † 5. Dezember 1921 in München), war eine österreichische Frauenrechtlerin und Frauenvereinsfunktionärin.

## Leben
Ottilie Bondy war die Tochter von Johanna Jeitteles, geborene Brüll, und des jüdischen Arztes, Schriftstellers und Redakteurs Aloys Isidor Jeitteles. 1856 heiratete sie den Kaufmann und Fabrikanten Israel Bondy (später Ignaz Bondy, † 1893). Nach der Heirat in Brünn zog das Paar nach Wien. Ihr erstgeborenes Kind war der Sohn Ernst, der zweite Sohn Alois. 1868 wurde die Tochter Helene Bondy († 1954) geboren, die sie zunächst selbst unterrichtete. Ihre Tochter legte als erste Lehrerin in Österreich die Fachprüfung für Blindenunterricht ab und heiratete 1897 den deutschen Schriftsteller und Journalisten Hanns Freiherr von Gumppenberg. Von 1872 bis 1878 gehörte Ottilie dem Vorstand der Israelitischen Kinderbewahranstalt in Wien an. Zusammen mit Johanna Meynert (1837–1879) und dem Journalisten Adolf Taussig (1838–1903) gründete sie 1875 den Wiener Hausfrauenverein und war ab 1879 nach dem Tod Johanna Meynerts bis 1909 dessen Präsidentin. Sie förderte die „I. Bildungsanstalt für Kindergärtnerinnen in Wien“, leitete das „Israelitische Mädchen-Waisenhaus“ und gehörte zu den Gründerinnen des „Schulvereins für Beamtentöchter“. Sie war Vorsitzende des Vereins „Caritas“ und leitete das Dienstbotenasyl in Favoriten, das Ende der 1880er Jahre gegründet worden war. Sie hielt ab 1883 Vorträge im Wiener Volksbildungsverein und setzte sich für Frauenfragen in einer Reihe von Publikationen ein. Sie veröffentlichte das Haushaltungs- und Merkbuch, Zehn Gebote des Hauswesens, Haus- und Familienbuch, Die Beschäftigung des Kindes und Die Theorie und Praxis auf häuslichem Gebiete (1883). 1893 vertrat sie bei der Weltausstellung in Chicago den Wiener Verein für Kindergartenwesen. Im Dezember 1893 starb ihr Mann und wurde auf dem jüdischen Friedhof von Wällischbirken beigesetzt.
1902 konvertierte sie vom jüdischen Glauben zur evangelischen Kirche. Zu ihren Ehren wurde aus Anlass ihres 70. Geburtstags die Ottilie-Bondy-Stiftung gegründet.
1909 zog sie zu ihrer Tochter Helene nach München, wo sie 1921 starb.
2016 wurde im 21. Wiener Gemeindebezirk Floridsdorf die Ottilie-Bondy-Promenade nach ihr benannt.